# Lulow Rock
La Lulow Rock (in lingua inglese: Roccia Lulow) è un prominente spuntone roccioso antartico, alto 1.695 m, che rappresenta la sporgenza rocciosa più settentrionale lungo la scarpata del Pecora Escarpment, nei Monti Pensacola in Antartide. 
La sporgenza rocciosa è stata mappata dall'United States Geological Survey (USGS) sulla base di rilevazioni e foto aeree scattate dalla U.S. Navy nel periodo 1956-66.
La denominazione è stata assegnata in onore di William F. Lulow, cuoco in servizio presso la Stazione Plateau nell'inverno del 1966.